# Леб и сол 2
Леб и сол 2 је други албум македонске групе Леб и сол. Албум садржи 8 песама од којих су хитови Таласна дужина, Дикијева игра и Абер дојде Донке. Објавио га је ПГП РТБ 1978..

## О албуму
Албум је сниман у Београду септембар 1978.. Пред само снимање овог албума, група је такође радила музику за представу Ослобођење Скопља.

## Листа песама
| №  | Назив            | Трајање |  |
| 1. | Акупунктура      | 4:05    |  |
| 2. | Како ти драго    | 4:02    |  |
| 3. | Абер дојде Донке | 4:55    |  |
| 4. | Таласна дужина   | 4:20    |  |
| 5. | Дикијева игра    | 4:00    |  |
| 6. | Узводно од туге  | 4:15    |  |
| 7. | Марија           | 6:35    |  |
| 8. | Бонус            | 1:46    |  |